# وین‌اسمارت
وین‌اسمارت (انگلیسی: VinSmart) شرکت الکترونیک ویتنامی است، که در سال ۲۰۱۸ تأسیس شد.